# Greg Müller
Gregor „Greg“ Müller (auch Mueller; * 2. Juni 1971 in Schaffhausen, Schweiz) ist ein ehemaliger kanadisch-deutscher Eishockeyspieler und heutiger professioneller Pokerspieler. Er trägt den Spitznamen Full Blown Tilt und ist dreifacher Braceletgewinner der World Series of Poker.

## Eishockeykarriere
Müller war von 1992 bis 2000 als Eishockeyspieler aktiv. In der Saison 1993/94 gewann der 195 cm große Verteidiger mit dem EC Hedos München die deutsche Meisterschaft. Seine Vereine waren:
- 1992–1995: Hedos / Maddogs München
- 1995–1996: EC Ratingen
- 1997–1998: EHC Trier
- 1998–1999: Braunlager EHC/Harz
- 1999–2000: EV Duisburg

## Pokerkarriere

### Werdegang
Seine erste Geldplatzierung bei einem Live-Turnier erzielte Müller im Februar 2003 in Los Angeles. Im Mai 2003 war er erstmals bei der World Series of Poker (WSOP) im Binion’s Horseshoe in Las Vegas erfolgreich und belegte bei einem Turnier in No Limit Hold’em den 35. Platz für ein Preisgeld von 2500 US-Dollar. Beim Main Event der World Poker Tour landete er Ende März 2006 in Reno auf dem vierten Platz und gewann zum ersten Mal mehr als 100.000 US-Dollar. 2007 verpasste er bei der mittlerweile im Rio All-Suite Hotel and Casino ausgespielten WSOP nur knapp den Gewinn eines Bracelets und musste sich bei einem Mixed-Hold’em-Turnier nur Steve Billirakis geschlagen geben. Auch im Juni 2008 wurde er Zweiter bei einem WSOP-Event. Bei der WSOP 2009 schaffte er es innerhalb von elf Tagen zwei Turniere zu gewinnen. Dafür erhielt er zwei Bracelets sowie rund 650.000 US-Dollar. Bei der WSOP 2019 gewann Müller ein Turnier in der gemischten Variante H.O.R.S.E. und erhielt neben seinem dritten Bracelet eine Siegprämie von rund 425.000 US-Dollar.
Insgesamt hat sich Müller mit Poker bei Live-Turnieren knapp 3,5 Millionen US-Dollar erspielt. Er lebt in Vancouver.

### Braceletübersicht
Müller kam bei der WSOP 51-mal ins Geld und gewann drei Bracelets:
| Jahr | Buy-in (in $) | Turnier                          | Teilnehmer | Preisgeld (in $) |
| ---- | ------------- | -------------------------------- | ---------- | ---------------- |
| 2009 | 10.000        | World Championship Limit Hold’em | 185        | 460.841          |
| 2009 | 01.500        | Limit Hold’em Shootout           | 571        | 194.909          |
| 2019 | 10.000        | H.O.R.S.E.                       | 172        | 425.347          |